# Werner Gronau
Werner Gronau (* 31. Dezember 1935) ist ein ehemaliger deutscher Fußballspieler. Von 1955 bis 1958 spielte er für den SC Aktivist Brieske-Senftenberg in der DDR-Oberliga, der höchsten Liga im DDR-Fußball.

## Sportliche Laufbahn
Die kurze Oberligalaufbahn von Werner Gronau begann im Herbst 1955. Bis zum Dezember wurde in der Oberliga eine Übergangsrunde ausgetragen, die dazu diente, nach fünf Jahren wieder zum Frühjahr-Sommer-Spielrhythmus zurückzukehren. Der 19-jährige Gronau spielte für den SC Aktivist Brieske-Senftenberg und wurde in der Übergangsrunde viermal eingesetzt. Er stand fünfmal in der Startelf und erzielte er am 6. Spieltag sein erstes Oberligator. Auch in den folgenden drei Spielzeiten kam er nicht über den Status des Ergänzungsspielers hinaus. Er absolvierte 19 weitere Oberligaspiele, von denen er nur vier von Beginn an bestritt. 1957 und 1958 erzielte er jeweils ein weiteres Tor. Zur Saison 1959 gehörte Gronau nicht mehr zum Kader des SC Aktivist und erschien auch anderwärts nicht mehr in den oberen Fußball-Ligen.